# Brad Cox (Informatiker)
Brad J. Cox (* 2. Mai 1944 in Fort Benning, Georgia; † 2. Januar 2021 in Manassas, Virginia) war ein US-amerikanischer Informatiker. Er entwickelte zusammen mit Tom Love die Programmiersprache Objective-C und beschäftigte sich u. a. mit komponentenbasierter Entwicklung.

## Leben und Wirken
Cox wuchs in Lake City in South Carolina auf. Er schloss ein Studium in Organischer Chemie und Mathematik an der Furman University ab und erwarb anschließend einen Ph. D. am Department of Mathematical Biology der University of Chicago. Nach verschiedenen Anstellungen an Forschungseinrichtungen, darunter den National Institutes of Health und der Woods Hole Oceanographic Institution, gründete er 1983 das Unternehmen Productivity Products International (PPI), das später in Stepstone umbenannt wurde. Hier entwickelte er mit Tom Love die Programmiersprache Objective-C. Diese wurde u. a. von dem von Steve Jobs begründeten Softwareunternehmen NeXT für dessen Betriebssystem NeXTStep lizenziert. Später wurde Objective-C von NeXT gekauft und NeXT wiederum 1996 von Apple übernommen. Objective-C fand weite Verbreitung als maßgebliche Programmiersprache für Apples Betriebssysteme.

## Veröffentlichungen (Auswahl)
- The potassium diffusion barrier: examined as a mechanism for squid axon adaptation. University of Chicago, 1974. (Dissertation)
- Object Oriented Programming: an Evolutionary Approach. Addison-Wesley, 1991, ISBN 0-201-54834-8.
- Superdistribution: Objects as Property on the Electronic Frontier. Addison-Wesley, 1996, ISBN 0-201-50208-9.